# Драгољуб Скубиц
Драгољуб Скубиц био је српски апотекар и председник општине Горњи Милановац.

## Биографија
У Горњи Милановац се доселио око 1911. године, где је отворио и своју апотеку. Убрзо се придружио многим горњомилановачким организацијама друштвеног и политичког живота. Он је управо те године заменио претходног апотекара Нићифора Филиповића који је на тој позицији био десет година.
Тридесетих година 20. века постао је четврти по реду председник општине Горњи Милановац. Током трајања његовог мандата почела је изградња основне школе „Краљ Александар I”. Новонастала школа почела је са радом 1931. године, а назив су јој дали грађани и општинске власти. Школа је освећена уз присуство самог краља Александра приликом његове посете 7. маја 1933. године.